# Gerhard III. von Wassenberg
Gerhard III. von Wassenberg (Gerhard I. von Geldern, der Flaminius) (* um 1068; † 16. Oktober 1129) war der erste Graf von Geldern der Familie der Flamenses.
Sein Vater war vermutlich der Graf Heinrich III. von Wassenberg, nach anderer Ansicht Dietrich I. Flamens.
Gerhard wurde 1085 als Graf von Wassenberg, 1096 erstmals als „Graf von Geldern“ erwähnt. Der Titel „Landgraf“ erscheint ebenfalls 1096. Er gilt als Stammvater der Grafen von Geldern aus dem Hause Wassenberg (der Flamenses), das 1371 im Mannesstamm erlosch. 
Gerhard benannte sich abwechselnd nach Wassenberg (Gerhard III. von Wassenberg) und nach Geldern (Gerhard I. von Geldern), bis sich 1118 Geldern bei der Benennung durchsetzte. Als Inhaber der kaiserlichen Vogtei, als Kirchenvogt und als allodialer Grundeigentümer hat sich Gerhard veranlasst gesehen, den Schwerpunkt seines Machtbereiches zu verlagern und sich Graf von Geldern (1096) zu nennen. Infolge dieser Schwerpunktverlagerung ist vermutlich in dieser Zeit die erst 1237 nachweisbare Burg Geldern erbaut worden.
Gerhard I. von Geldern war neben dem Herzog von Brabant und dem Grafen von Luxemburg-Namur größter weltlicher Territorialherr in Niederlothringen. Er blieb als einziger Landesherr dieser Region strikt kaiserlich.
Der Zeitpunkt des Todes Gerhards I. ist unbekannt (nach 1129), und es ist nicht geklärt, ab wann ihm ein mündiger Nachfolger zur Verfügung stand. Nach Euler und Renn ist er 1117/1118 verstorben. Von Raumer findet 1129 nur noch den Grafen Gerhard von Geldern, Regesta Imperii (25. Dezember 1128) kennt ebenfalls nur den Grafen von Geldern, sodass ein früherer Tod des Gerhard I. von Geldern vorauszusetzen ist.

## Ehen und Kinder
Nach 1086 heiratete er Clementia von Poitou gt. von Gleiberg (* 1046/59, † nach 1129), Tochter des Grafen Wilhelm VII. von Poitou (1023–1058), Herzog von Aquitanien, und der Ermesinde von Longwy († nach 1058), Witwe des Grafen Konrad I. von Luxemburg († 1086). Dass aus dieser – vermutlich rein formalen – Ehe Kinder hervorgingen, wird in der Forschung ernsthaft bezweifelt.
Seine Kinder – wohl aus einer nicht näher bekannten Verbindung – waren:
- Jolante (* um 1090); heiratete 1.) circa 1107 den Grafen Balduin III. (Hennegau); und 2.) etwa 1122 Gottfried de Bouchain, Burggraf von Valenciennes (vgl. Ostervant, Gottfried II.). Da Jolante um 1090 geboren wurde und die Ehe mit Clementia von Poitou bereits um 1086 geschlossen wurde, ist Jolante wohl Tochter aus dieser wohl einzigen Ehe Gerhards von Geldern.
- Jutta/Judith (* um 1090, † 24. Juni 1151), Erbin von Wassenberg; ⚭ 1110 Walram III. (Limburg)
- Gerhard II. (Geldern), der Lange.
- ? Adelheid ⚭ Ekbert Graf von Tecklenburg; vgl. Tochter von Walram III. (Limburg)